# Saison 1 de Nurse Jackie
Chronologie
Saison 2
Cet article présente le guide des épisodes de la première saison de la série télévisée américaine Nurse Jackie.

## Généralités
- Cette première saison est composée de douze épisodes.

### Synopsis
Infirmière au sein des urgences d'un hôpital new-yorkais assez difficile, Jackie a du mal à équilibrer sa vie professionnelle agitée et sa vie personnelle désastreuse. Obstinée et brillante, elle se bat pour affronter les pires cas des plus difficiles. Seulement pour pouvoir supporter physiquement tous ces tracas quotidiens, elle consomme plusieurs médicaments et est notamment dépendante au Vicodin.

## Distribution de la saison

### Acteurs principaux
- Edie Falco (VF : Anne Jolivet) : Jackie Peyton, infirmière
- Eve Best (VF : Marjorie Frantz) : Dr Eleanor O'Hara, meilleure amie de Jackie
- Merritt Wever (VF : Catherine Desplaces) : Zoey Barkow, infirmière stagiaire de Jackie
- Paul Schulze (VF : Pierre-François Pistorio) : Eddie Walzer, pharmacien et amant de Jackie
- Peter Facinelli (VF : Sébastien Desjours) : Dr Fitch « Coop » Cooper, docteur en manque de reconnaissance
- Haaz Sleiman (VF : Fabien Jacquelin) : Mohammed « Mo-Mo » de la Cruz, infirmier et ami de Jackie
- Anna Deavere Smith (VF : Julie Carli) : Mme Gloria Akalitus, chef du personnel
- Dominic Fumusa (VF : Mathieu Buscatto) : Kevin Peyton, mari de Jackie

### Acteurs récurrents et invités
- Ruby Jerins (en) (VF : Alice Orsat) : Grace Peyton, fille de 10 ans de Jackie
- Daisy Tahan (en) (VF : Jeanne Orsat) : Fiona Peyton, fille de 7 ans de Jackie
- Stephen Wallem (en) (VF : Jérôme Wiggins) : Thor Lundgren, infirmier
- Lenny Jacobson (en) (VF : Fabrice Lelyon) : Lenny (épisodes 1, 2 et 12)
- Swoosie Kurtz (VF : Marie-Martine) : Mrs. Scheinhorn (épisode 6)
- Blythe Danner (VF : Béatrice Delfe) : Maureen Cooper (épisode 6)
- Michael Buscemi (VF : Fabrice Lelyon) : « Dieu » (l'homme qui crie de sa fenêtre) (épisode 7)
- Arjun Gupta (VF : Sylvain Agaësse) : Sam, intérimaire (épisode 8)
- Jill Flint (VF : Véronique Desmadryl) : Melissa Greenfield (épisodes 8 à 11)
- Elizabeth Marvel (VF : Laure Sabardin) : Ginny Flynn (épisodes 10 et 11)
- Cassady Leonard (VF : Manon Corneille) : Kaitlynn Flynn (épisodes 10 et 11)
- Victor Garber (VF : Jean-Luc Kayser) : Neil Nutterman (épisodes 12 et 13)

## Liste des épisodes

### Épisode 1:Sainte Jackie
- États-Unis /  Canada : 8 juin 2009 sur Showtime / The Movie Network
- France : 
  - 1er avril 2010 sur Canal+
  - 9 janvier 2011 sur Téva[1]
- Belgique : 27 mai 2010 sur Be Séries
- Québec : 4 novembre 2010 sur AddikTV
- Suisse : 22 mai 2011 sur TSR1[2]

### Épisode 2:Un peu de douceur dans ce monde de brutes
- États-Unis /  Canada : 15 juin 2009 sur Showtime / The Movie Network
- France : 
  - 1er avril 2010 sur Canal+
  - 9 janvier 2011 sur Téva
- Belgique : 27 mai 2010 sur Be Séries
- Québec : 11 novembre 2010 sur AddikTV
- Suisse : 29 mai 2011 sur TSR1[3]

### Épisode 3:Plus de mal que de bien
- États-Unis /  Canada : 22 juin 2009 sur Showtime / The Movie Network
- France : 
  - 8 avril 2010 sur Canal+
  - 9 janvier 2011 sur Téva
- Belgique : 27 mai 2010 sur Be Séries
- Québec : 18 novembre 2010 sur AddikTV
- Suisse : 5 juin 2011 sur TSR1[4]

### Épisode 4:J’veux du soleil
- États-Unis /  Canada : 29 juin 2009 sur Showtime / The Movie Network
- France : 8 avril 2010 sur Canal+
- Belgique : 3 juin 2010 sur Be Séries
- Québec : 25 novembre 2010 sur AddikTV
- Suisse : 12 juin 2011 sur TSR1[5]

### Épisode 5:Jonquille
- États-Unis /  Canada : 6 juillet 2009 sur Showtime / The Movie Network
- France : 15 avril 2010 sur Canal+
- Belgique : 3 juin 2010 sur Be Séries
- Québec : 2 décembre 2010 sur AddikTV
- Suisse : 19 juin 2011 sur TSR1[6]

### Épisode 6:Le Dernier pour la route
- États-Unis /  Canada : 13 juillet 2009 sur Showtime / The Movie Network
- France : 15 avril 2010 sur Canal+
- Belgique : 3 juin 2010 sur Be Séries
- Québec : 9 décembre 2010 sur AddikTV
- Suisse : 26 juin 2011 sur TSR1[7]

### Épisode 7:Dieu ne prend plus ses médocs
- États-Unis /  Canada : 20 juillet 2009 sur Showtime / The Movie Network
- France : 22 avril 2010 sur Canal+
- Belgique : 10 juin 2010 sur Be Séries
- Québec : 16 décembre 2010 sur AddikTV
- Suisse : 3 juillet 2011 sur TSR1[8]

### Épisode 8:L'auberge affiche complet
- États-Unis /  Canada : 27 juillet 2009 sur Showtime / The Movie Network
- France : 22 avril 2010 sur Canal+
- Belgique : 10 juin 2010 sur Be Séries
- Québec : 23 décembre 2010 sur AddikTV
- Suisse : 10 juillet 2011 sur TSR1[9]

### Épisode 9:La Goutte au nez
- États-Unis /  Canada : 3 août 2009 sur Showtime / The Movie Network
- France : 29 avril 2010 sur Canal+
- Belgique : 10 juin 2010 sur Be Séries
- Québec : 30 décembre 2010 sur AddikTV
- Suisse : 17 juillet 2011 sur TSR1[10]

### Épisode 10:La Bague au doigt
- États-Unis /  Canada : 10 août 2009 sur Showtime / The Movie Network
- France : 29 avril 2010 sur Canal+
- Belgique : 17 juin 2010 sur Be Séries
- Québec : 6 janvier 2011 sur AddikTV
- Suisse : 24 juillet 2011 sur TSR1[11]

### Épisode 11:Machine infernale
- États-Unis /  Canada : 17 août 2009 sur Showtime / The Movie Network
- France : 6 mai 2010 sur Canal+
- Belgique : 17 juin 2010 sur Be Séries
- Québec : 13 janvier 2011 sur AddikTV
- Suisse : 31 juillet 2011 sur TSR1[12]

### Épisode 12:Écran noir et Blouse grise
- États-Unis /  Canada : 24 août 2009 sur Showtime / The Movie Network
- France : 6 mai 2010 sur Canal+
- Belgique : 17 juin 2010 sur Be Séries
- Québec : 20 janvier 2011 sur AddikTV
- Suisse : 7 août 2011 sur TSR1[13]